# Pentax-A-Serie
Bei der Pentax-A-Serie handelt es sich um Kleinbild-Spiegelreflexkameras für 135er-Film der japanischen Firma Asahi Optical K.K.
Mit der A-Serie führte Asahi Optical 1983 das KA-Bajonett ein, welches eine Erweiterung des K-Bajonett mit Kontakten zur Datenübertragung vom Objektiv zur Kamera ist. Die A-Serie besteht lediglich aus 3 Kameramodellen die alle, im Gegensatz zur M-Serie, jetzt auch über eine Programmautomatik verfügen. Das erste Modell der Serie, der SLR-Multiautomat Pentax Super-A, wurde "Kamera des Jahres 83" in Europa. Ebenfalls in der A-Serie brachte Asahi auch die erste Pentax-Kamera mit eingebautem Motor auf den Markt.
Entsprechend der Serie brachte Pentax auch eine neue Objektivserie, die A-Serie (z. B. smc Pentax-A oder Takumar-A ZOOM) heraus. Diese Objektive verfügen über eine Verriegelung am Blendenring, der A-Stellung, so wie den Kontakten zur Datenübertragung zur Kamera.

## Pentax Super A

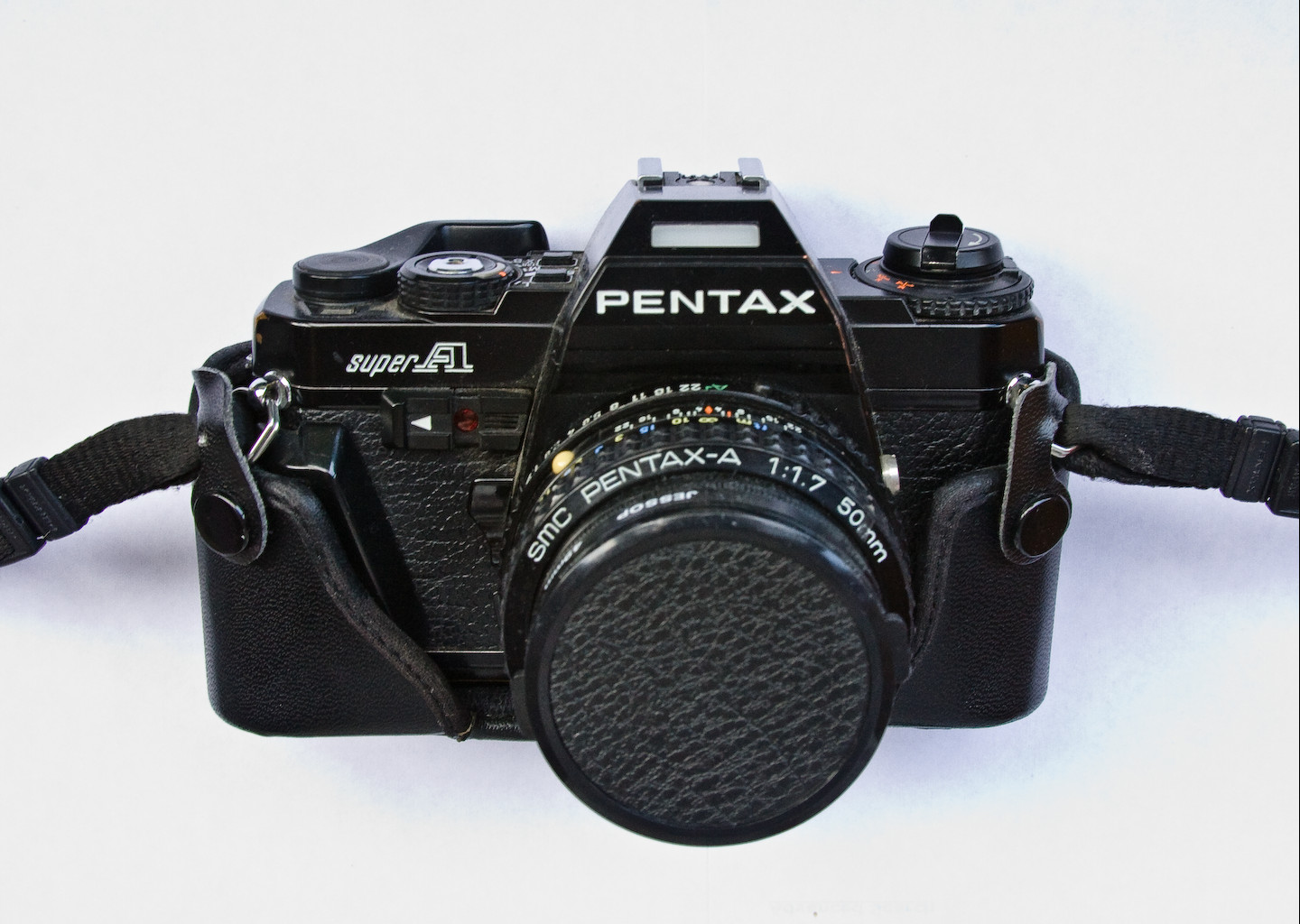
Pentax Super-A

Die Pentax Super A wurde 1983 von Asahi auf den Markt gebracht und bis 1985 hergestellt. Sie wurde auch als Pentax Super Programm vertrieben, so z. B. auf dem amerikanischen Markt. Im Jahr ihrer Markteinführung wurde sie in Europa als "Kamera des Jahres 83" gewählt. Sie ist das Top-Modell der Serie und die erste Kamera der Firma Asahi Pentax mit Blenden- und Programmautomatik. Als Multiautomat hat die Super A neben der Zeit-Automatik eine Blenden-Automatik, Programm-Automatik, TTL-Blitz-Automatik und Programmierte Blitzautomatik. Weiterhin ist mit ihr auch die Nachführmessung möglich und sie verfügt über den Bulb-Modus. Unter dem Programmwählrad verfügt sie zur Anzeige der eingestellten Parameter über eine LCD-Anzeige ebenso wie auch im Sucher. Der Belichtungsmesser wird nach 30 s automatisch abgeschaltet und durch leichten Druck auf den Auslöser wieder aktiviert. Sie besitzt einen Hebel zur Schärfentiefenkontrolle und zusätzlich zum Blitzschuh auch noch über einen PC-Blitzsynchronanschluss. Das Design der M-Serie wurde in weiten Teilen übernommen und ist klar erkennbar. Eine hinzugekommene Griffschale auf der vorderen rechten Seite ist abschraubbar. Es gab die Super A zum einen in komplett schwarz aber auch in schwarz-silber, wo die Gehäusekappe und die Bodenplatte im Kontrast zum schwarzen Grundgehäuse silberfarben ausgeführt sind.

### Daten
- Filmformat: 135er Kleinbildfilm (24 × 36)
- Verschluss: Vertikal ablaufender Metall-Lamellen-Schlitzverschluss Seiko MFC-E3, Verschlusszeiten einstellbar von 1/2000s bis 15s elektronisch gesteuert. Zusätzlich 1/125s und B.
- Belichtungsprogramme: P, TV, AV, M, B, X-Sync(1/125s)
- Sucher: Pentaprismensucher mit Silberbeschichtung, die Mattscheibe ist mit Schnittbildindikator und Mikroprismenring ausgestattet. Die Sucherfeldabdeckung beträgt 92 % des Filmformates und hat eine Vergrößerung von 0,82 % bei 50mm Brennweite auf unendlich.
- Filmtransport: mit Schnelltransporthebel, 135° Hebelweg, 30° Arbeitsstellung, Anzeige für gespannten Verschluss im LCD-Feld. Motorischer Filmtransport über Winder ME II oder Motordrive A möglich.
- Filmempfindlichkeit: einstellbar von 6 bis 3200 ASA, Belichtungskorrektur von 4× bis 1/4x.
- Energiequelle: 2× 1,5V Silberoxid-Batterien SR44
- Gehäuse-Maß: 131 × 86,5 × 47,5 mm
- Gewicht: 490g ohne Batterie und ohne Objektiv

## Pentax Program A

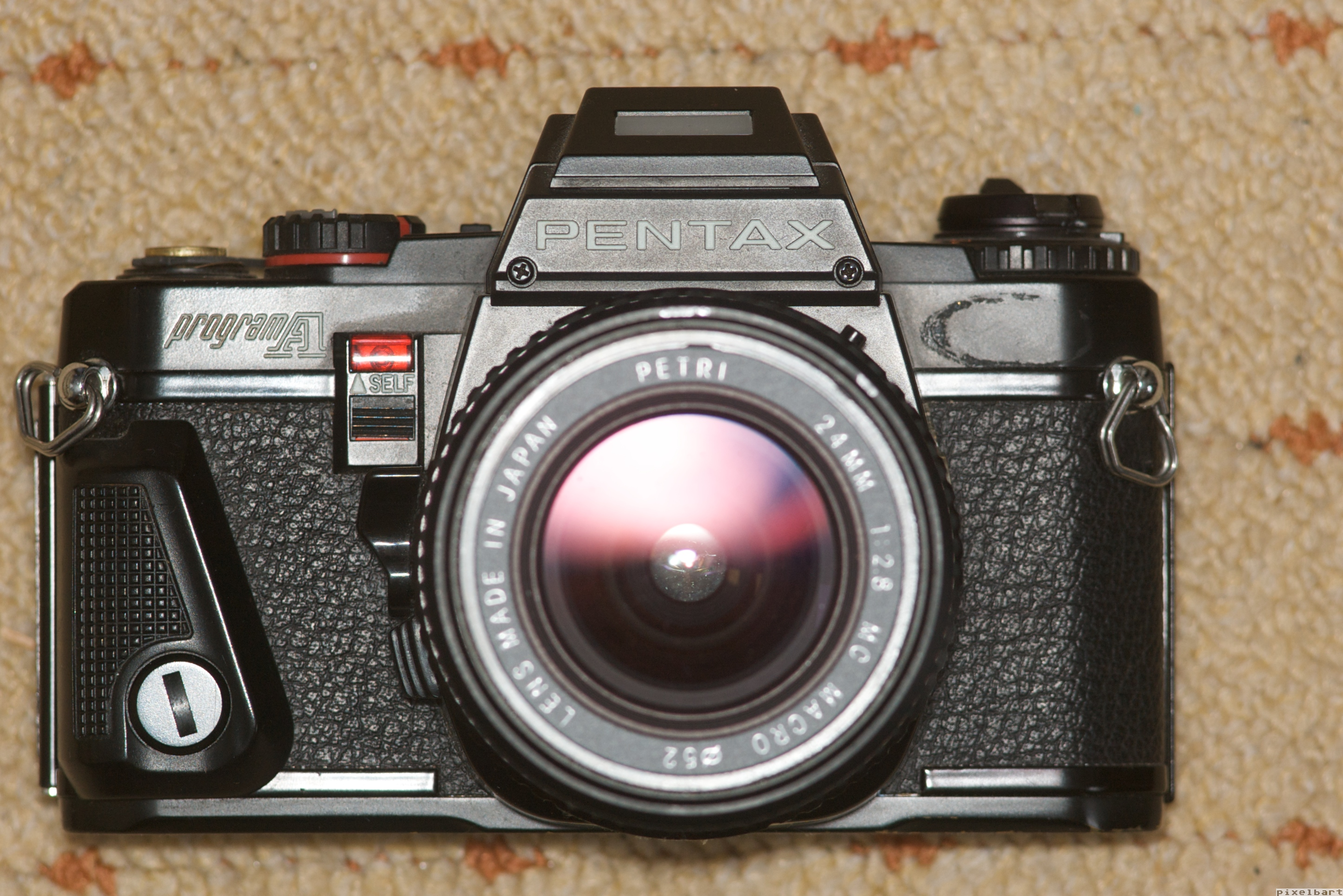
Pentax Program A

Die Pentax Program A erschien 1984 und wurde bis 1988 gebaut. Sie kann als abgespeckte Super A gesehen werden. Entsprechend der Super A gab es auch die Program A noch unter anderer Modellbezeichnung und wurde z. B. auf dem amerikanischen Markt als Program PLUS vertrieben. Die Program A verfügte neben der Zeitautomatik noch über eine Programmautomatik, eine programmierte Blitzautomatik und die Nachführmessung. Eine Blendenautomatik hatte sie im Gegensatz zur Super A nicht. Ebenso verfügt sie nur über eine LCD-Anzeige im Sucher, das LCD-Schulterelement fehlt ihr wie auch die zuschaltbare Beleuchtung. Die Kamera war als Program A in Europa nur in komplett schwarz zu haben, als Program Plus gab es sie auch in schwarz-silber.

### Daten
- Filmformat: 135er Kleinbildfilm (24 × 36)
- Verschluss: Vertikal ablaufender Metall-Lamellen-Schlitzverschluss Seiko MFC-E5, Verschlusszeiten einstellbar von 1/1000s bis 15s elektronisch gesteuert. Zusätzlich 1/100s und B.
- Belichtungsprogramme: P, AV, M, B, X-Sync(1/100s)
- Sucher: Pentaprismensucher mit Silberbeschichtung, die Mattscheibe ist mit Schnittbildindikator und Mikroprismenring ausgestattet. Die Sucherfeldabdeckung beträgt 92 % des Filmformates und hat eine Vergrößerung von 0,82 % bei 50mm Brennweite auf unendlich.
- Filmtransport: mit Schnelltransporthebel, 135° Hebelweg, 30° Arbeitsstellung. Motorischer Filmtransport über Winder ME II oder Motordrive A möglich.
- Filmempfindlichkeit: einstellbar von 6 bis 3200 ASA, Belichtungskorrektur von 4× bis 1/4x.
- Energiequelle: 2× 1,5V Silberoxid-Batterien SR44 oder 1× 3V Lithium-Batterie CR1108
- Gehäuse-Maß: 131 × 87 × 47,5 mm
- Gewicht: 490g ohne Batterie und ohne Objektiv

## Pentax A3

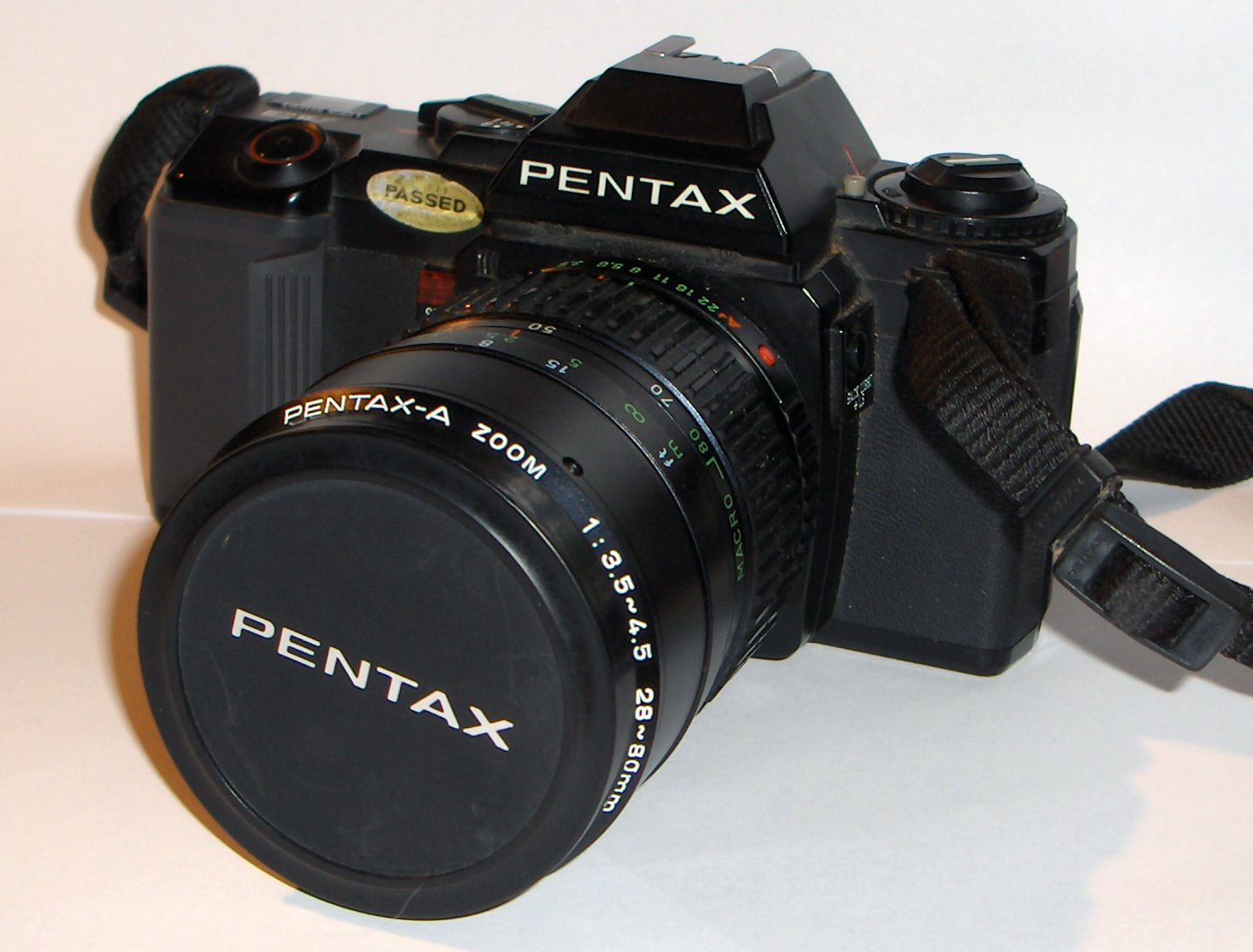
Pentax A3

Die Pentax A3 war die erste Kamera von Asahi mit eingebautem Motor und wurde 1984 herausgebracht. Gebaut wurde sie bis 1985 und es gab sie nur in schwarz. Konzipiert als Einsteiger-Kamera verfügt die A3 über eine automatische ISO-Einstellung per DX-Filmabtastung und automatische Filmeinfädelung mit motorischem Filmtransport. Der motorische Filmtransport schafft 1,5 Bilder pro Sekunde. Sie hat abgesehen von den manuellen Zeiten B und X (1/60) nur eine Zeitautomatik und eine Programmautomatik. Zur Belichtungskorrektur verfügt die A3 über eine Back-Ligth-Taste auf der linken Seite am Spiegelkasten, der eine Korrektur von +1,5 Lichtwerte ermöglicht. Auf der rechten Seite des Spiegelkastens sitzt der Schalter für den elektronischen Selbstauslöser der eine Vorlaufzeit von 12 s besitzt. Gekennzeichnet wird sein Betrieb durch eine rote LED am Schalter und ein Piep-Signal. Die Auslösung erfolgt über den Kameraauslöser oder den Fernauslöseranschluss. Die Energieversorgung erfolgt mit 2 Mignon-Batterien.

### Daten
- Filmformat: 135er Kleinbildfilm (24 × 36)
- Verschluss: Vertikal ablaufender Lamellen-Schlitzverschluss Seiko MFC-E6, Verschlusszeiten einstellbar von 1/1000s bis 2s elektronisch gesteuert. Zusätzlich 1/60s und B.
- Belichtungsprogramme: P, AV, B, X-Sync(1/60s)
- Sucher: Pentaprismensucher mit Silberbeschichtung, die Mattscheibe ist mit Schnittbildindikator und Mikroprismenring ausgestattet. Die Sucherfeldabdeckung beträgt 92 % des Filmformates und hat eine Vergrößerung von 0,83 % bei 50mm Brennweite auf unendlich.
- Filmtransport: Automatisch per Motor, Serienaufnahme mit ca 1,5 Bilder per sekunde möglich.
- Filmempfindlichkeit: einstellbar von 25 bis 1600 ASA, Belichtungskorrektur per Gegenlichttaste +1,5 LW
- Energiequelle: 2× 1,5V Mignon-Batterien AA-Zellen / LR6
- Gehäuse-Maß: 152,5 × 87,5 × 50,5 mm
- Gewicht: 530g ohne Batterie und ohne Objektiv

Die Pentax A3 Date ist als Variante der A3 mit einer Datenrückwand zur Einblendung von Datum (Jahr, Monat, Tag) oder Zeit (Stunde, Minute) ausgestattet.